# Schloss Plessis (Allier)
Koordinaten: 46° 32′ N, 3° 7′ O
Schloss Plessis liegt bei Autry-Issards im Departement Allier in Frankreich.

## Geschichte
Das Schloss wurde am 13. Februar 1928 in die Liste der Monument historique aufgenommen.
1553 wurde Geoffroy Aubery Eigentümer. Malereien und Teppiche im Schloss zeigen sein Leben mit Gottfried von Bouillon.

## Architektur
Die nicht mehr vorhandene Zugbrücke führte zwischen zwei Türmen, die noch erhalten sind, ins Innere. Im Schloss gibt es einen quadratischen Turm mit einem Umlauf für Bogenschützen und einen inneren Gang mit Pechnasen auf der Spitze des südlichen Treppenturms. Die Ecken des Hauses sind mit Stützpfeilern in Form von Wachtürmen ausgestattet.